# Kowala (powiat kielecki)
Kowala – wieś w Polsce położona w województwie świętokrzyskim, w powiecie kieleckim, w gminie Nowiny. Leży w odległości 12 km od Kielc.
| SIMC    | Nazwa       | Rodzaj    |
| ------- | ----------- | --------- |
| 0267430 | Kowala Mała | część wsi |

Po zakończeniu I wojny światowej i ponownym powstaniu państwa polskiego – w latach 1918–1998 miejscowość należała administracyjnie do województwa kieleckiego, (po 1998 r. – do woj. świętokrzyskiego).

## Charakterystyka wsi
Miejscowość dzieli się na Kowalę (826 mieszkańców) i Kowalę Małą (103 mieszkańców).
Na południe od wsi (w odległości ok. 300 metrów) znajduje się duży kamieniołom wapieni i margli górnodewońskich, eksploatowanych przez cementownię w Nowinach (należącą do niemieckiego koncernu Dyckerhoff Polska).
W odległości 2 km od Kowali w Sitkówce zbudowano duży zakład przemysłowy produkujący wapno budowlane i kruszywa – Zakłady Wapiennicze „Trzuskawica” (rok uruchomienia: 1973). Od nazwy miejscowości pochodzi również nazwa jednego z kamieniołomów należących do zakładu Trzuskawica S.A. w Sitkówce – położonego na północ od miejscowości (oddalony ok. 700 metrów od zabudowań).
Kowala oraz gmina Nowiny jest położona na terenie Kielecczyzny – tzw. „Białego Zagłębia” (wydobycie skały wapieni – duże kamieniołomy, przemysł cementowo-wapienniczy, produkcja kruszyw budowlanych i drogowych).
W Kowali istnieje szkoła podstawowa (nowy budynek szkoły od 1998 r.), od 1 września 2016 roku szkołę przekształcono w Zespół Placówek Integracyjnych w Kowali, w skład którego wchodzi Szkoła Podstawowa im. gen. Antoniego Hedy ps. "SZARY" w Kowali i Przedszkole Samorządowe z Oddziałami Integracyjnymi w Kowali.
Na południe od wsi (w odległości ok. 300 metrów) znajduje się duży kamieniołom wapieni i margli górnodewońskich, eksploatowanych przez cementownię w Nowinach (należącą do niemieckiego koncernu Dyckerhoff Polska).
W odległości 2 km od Kowali w Sitkówce zbudowano duży zakład przemysłowy produkujący wapno budowlane i kruszywa – Zakłady Wapiennicze „Trzuskawica” (rok uruchomienia: 1973). Od nazwy miejscowości pochodzi również nazwa jednego z kamieniołomów należących do zakładu Trzuskawica S.A. w Sitkówce – położonego na północ od miejscowości (oddalony ok. 700 metrów od zabudowań).
Kowala oraz gmina Nowiny jest położona na terenie Kielecczyzny – tzw. „Białego Zagłębia” (wydobycie skały wapieni – duże kamieniołomy, przemysł cementowo-wapienniczy, produkcja kruszyw budowlanych i drogowych).
We wsi istnieje szkoła podstawowa (nowy budynek szkoły od 1998 r.), od 1 września 2016 roku szkołę przekształcono w Zespół Placówek Integracyjnych w Kowali, w skład którego wchodzi Szkoła Podstawowa im. gen. Antoniego Hedy ps. "SZARY" w Kowali i Przedszkole Samorządowe z Oddziałami Integracyjnymi w Kowali.
Działa tu także zespół obrzędowy „Kowalanki” i remiza jednostki OSP (rok zał.: 1952). Dojazd do Kielc komunikacją miejską MPK Kielce – linie nr 27 i 29.

## Historia
W XV w. wieś ta była własnością biskupów krakowskich Długosz w Liber beneficiorum (tI,s 469). W wieku XIX Kowale bo tak brzmiała wówczas nazwa wsi opisano jako: wieś, powiat kielecki, gmina Dyminy, parafia Brzeziny; posiada szkołę wiejską i kopalnię marmuru szarobrunatnego. W 1827 r. było tu 62 domów, 341 mieszkańców. 
Kowale stanowiły także obręb leśny w kieleckim leśnictwie rządowym. 

## Związani z Kowalą
- Tadeusz Wojda, urodzony  w Kowali polski duchowny katolicki, arcybiskup gdański.